# Praemallaspis inca
Praemallaspis inca är en skalbaggsart som beskrevs av Maria Helena M. Galileo och Martins 1992. Praemallaspis inca ingår i släktet Praemallaspis och familjen långhorningar. Inga underarter finns listade i Catalogue of Life.